# YaST
YaST (acrónimo de Yet another Setup Tool, cuya traducción aproximada es "Otra Herramienta de Configuración Más") es una aplicación para la distribución de Linux openSUSE, así como las versiones comerciales de SUSE Linux, que facilita la administración del sistema y la instalación de software. Su historia se remonta desde los inicios de la distribución. YaST, junto con SaX, se encuentra entre las herramientas más potentes y de uso más sencillo para la administración de sistemas Linux.
YaST dispone de una interfaz gráfica hecha con Qt (llamada YaST2), que puede verse en la captura de pantalla, así como una interfaz ncurses que puede usarse en modo texto. Además, desde openSUSE 10.2 se incluye una interfaz en línea de comandos al sistema de gestión de software de YaST llamada zypper.
En sus inicios, YaST era de código cerrado pero tras la compra de SuSE Linux A.G. por parte de Novell fue liberado bajo la licencia GPL de GNU.

## Funciones
Entre sus funciones, se encuentran:
- Administración de servicios del superservidor (inetd e xinetd).
- Administración del servidor web apache.
- Configuración del servidor de correo postfix.
- Gestión de usuarios y grupos.
- Políticas de seguridad.
- Instalar/desinstalar software.
- Configuración de hardware genérico (tarjetas de sonido, ratones, joysticks, tarjetas capturadoras de video, gestión de discos, impresoras, escáneres, Bluetooth, tarjetas de red, WiFi...)
- Generar discos de arranque.
- Cargar discos de controladores del fabricante (lee la mayoría de ficheros .inf de windows).
- Gestión avanzada del sistema (sysconfig).
- reiniciar el equipo una vez instalada.